# BMW serii 6 (1975)
BMW serii 6 – samochód osobowy typu sportowe coupé BMW klasy wyższej produkowane w latach 1975 - 1989 oznaczony kodem fabrycznym E24. Wyprodukowano 86 216 egzemplarzy. Nazwa wróciła do użytku jeszcze w 2003 roku, wychodząc z niego w 2018 roku.

## Historia modelu

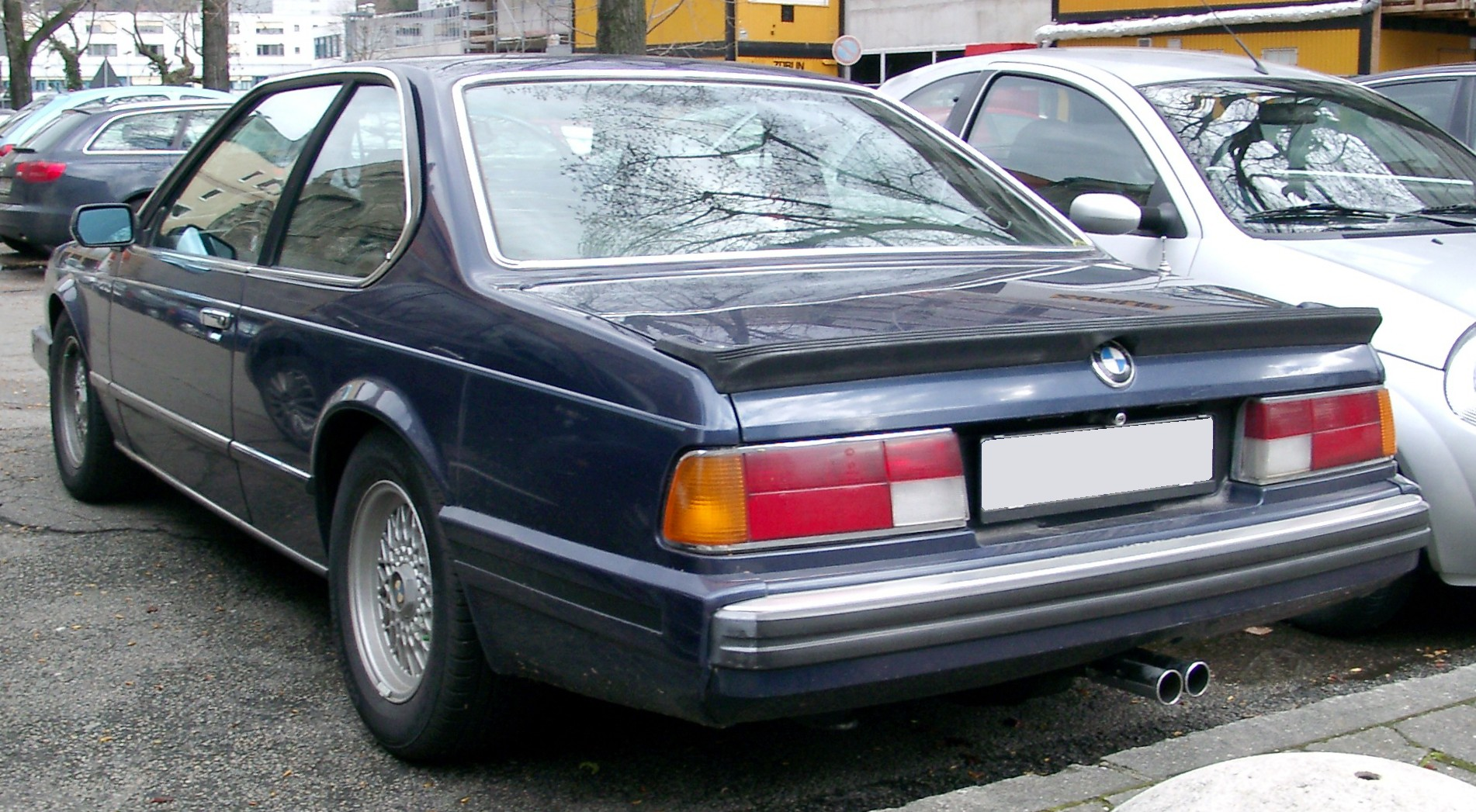
BMW serii 6 (E24 – tył

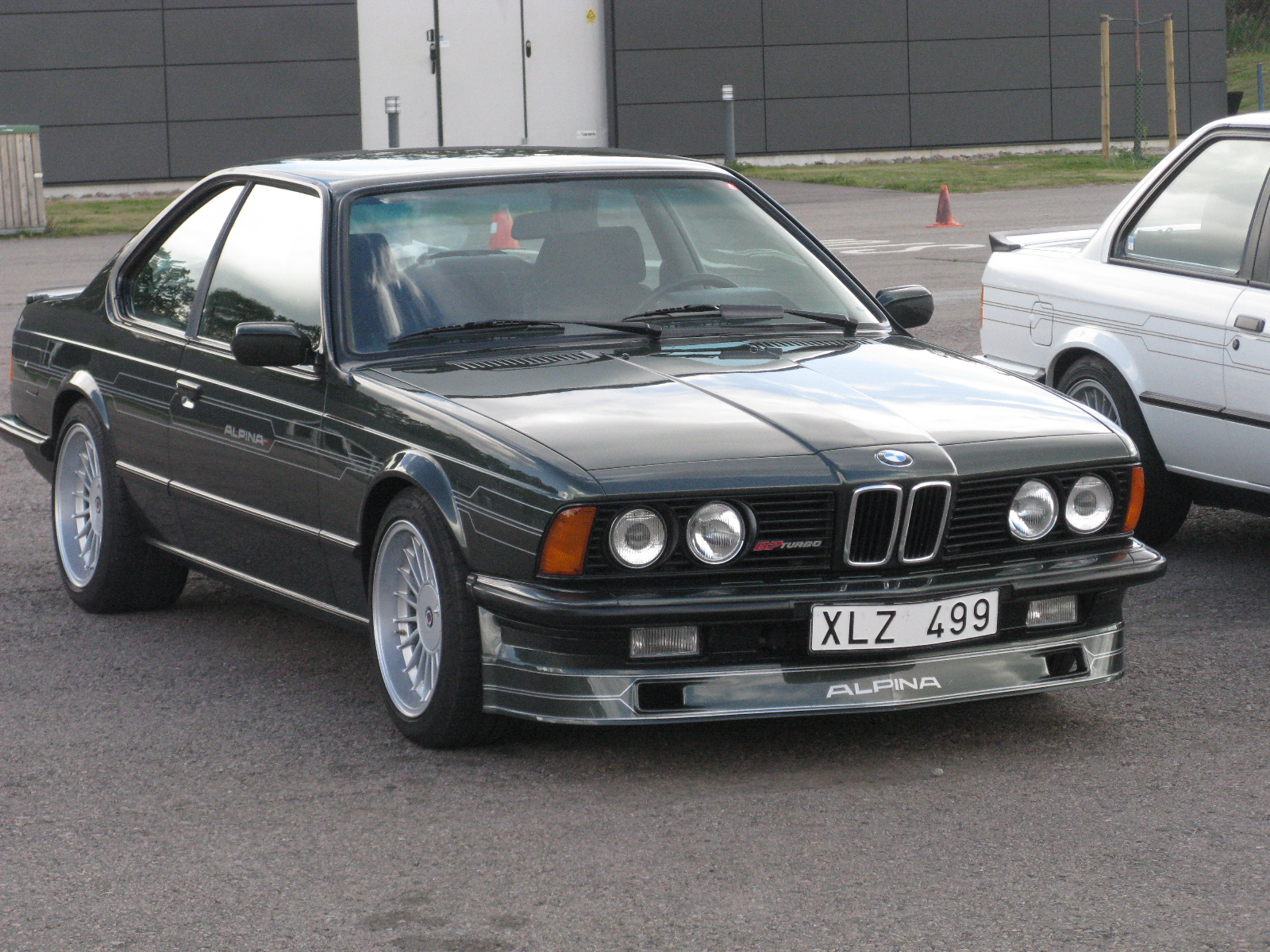
Alpina B7 (E24)

BMW E24 produkowano z przeznaczeniem na rynek europejski, japoński oraz amerykański.

### Rynek europejski
| 1975 październik | 630CS  |             |                  |        |               |               |                       |
| 1975 październik | 633CSi |             |                  |        |               |               |                       |
| 1978 grudzień    | 635CSi |             |                  |        |               |               |                       |
| 1979 czerwiec    | 628CSi | 1979 635CSi | 1983 październik | 635CSi | 1988 m635 CSi | 1989 kwiecień | zakończenie produkcji |

### Rynek japoński
| Data          | Wersja                |
| ------------- | --------------------- |
| 1978 luty     | 633CSi                |
| 1984 listopad | 635CSi                |
| 1986 lipiec   | M6                    |
| 1988 listopad | zakończenie produkcji |

### Rynek amerykański
| Data          | Wersja                |
| ------------- | --------------------- |
| 1976 czerwiec | 630CSi                |
| 1977 wrzesień | 633CSi                |
| 1984 sierpień | 635CSi                |
| 1986 lipiec   | M6                    |
| 1989 kwiecień | zakończenie produkcji |

## Dane techniczne
| Wersja             | Silnik:                   | Układ zasilania:   | Średnica × skok tłoka: | St. sprężania:     | Moc maksymalna:                    | Maks. moment obrotowy      | 0-100 km/h:        | V-max:             |
| Silniki benzynowe: | Silniki benzynowe:        | Silniki benzynowe: | Silniki benzynowe:     | Silniki benzynowe: | Silniki benzynowe:                 | Silniki benzynowe:         | Silniki benzynowe: | Silniki benzynowe: |
| ------------------ | ------------------------- | ------------------ | ---------------------- | ------------------ | ---------------------------------- | -------------------------- | ------------------ | ------------------ |
| 628 CSi            | R6 2,8 l (2788 cm³), SOHC | wtrysk Bo L-Jet    | 86,00 mm × 80,00 mm    | 9,3:1              | 184 KM (135 kW) przy 5800 obr./min | 240 N•m przy 4200 obr./min | 8,8 s              | 212 km/h           |
| 630 CS             | R6 3,0 l (2986 cm³), SOHC | gaźnik             | 89,00 mm × 80,00 mm    | 9,0:1              | 185 KM (136 kW) przy 5800 obr./min | 255 Nm przy 3500 obr./min  | 8,9 s              | 211 km/h           |
| 630 CSi            | R6 3,0 l (2986 cm³), SOHC | wtrysk Bo L-Jet    | 89,00 mm × 80,00 mm    | 8,0:1              | 175 KM (129 kW) przy 5500 obr./min | 251 Nm przy 4500 obr./min  | b/d                | b/d                |
| 633 CSi            | R6 3,2 l (3210 cm³), SOHC | wtrysk Bo L-Jet    | 89,00 mm × 86,00 mm    | 9,0:1              | 200 KM (147 kW) przy 5500 obr./min | 285 Nm przy 4250 obr./min  | 7,9 s              | 216 km/h           |
| 635 CSi            | R6 3,5 l (3453 cm³), SOHC | wtrysk Bo Mot      | 93,40 mm × 84,00 mm    | 10,0:1             | 218 KM (160 kW) przy 5200 obr./min | 304 Nm przy 4000 obr./min  | 7,3 s              | 225 km/h           |
| M635 CSi           | R6 3,5 l (3453 cm³), DOHC | wtrysk Bo Mot      | 93,40 mm × 84,00 mm    | 10,5:1             | 286 KM (210 kW) przy 6500 obr./min | 334 Nm przy 4500 obr./min  | 6,7 s              | 254 km/h           |

## Samochód w kulturze popularnej
Bruce Willis, odtwórca roli Davida Addisona w amerykańskim serialu kryminalno‐komediowym Na wariackich papierach (ang. Moonlighting) poruszał się srebrnym E24.

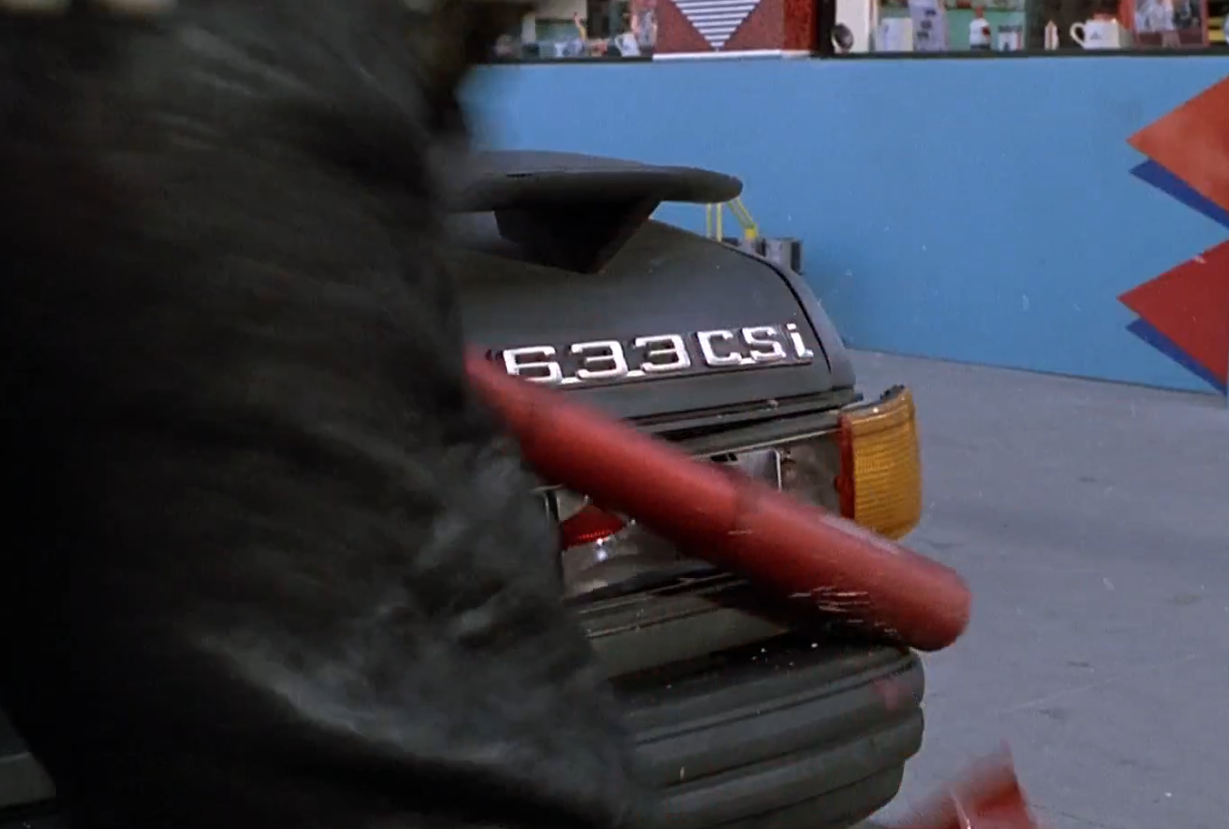
Powrót do przyszłości II, Griff uderza w swoje BMW